# Мозьєр (Орегон)
Мозьєр (англ. Mosier) — місто (англ. city) в США, в окрузі Васко штату Орегон. Населення — 468 осіб (2020).

## Географія
Мозьєр розташований за координатами 45°41′6″ пн. ш. 121°23′53″ зх. д. / 45.68500° пн. ш. 121.39806° зх. д. (45.684979, -121.398180).  За даними Бюро перепису населення США в 2010 році місто мало площу 1,66 км², з яких 1,21 км² — суходіл та 0,45 км² — водойми.

## Демографія
Згідно з переписом 2010 року, у місті мешкали 433 особи в 203 домогосподарствах у складі 107 родин. Густота населення становила 261 особа/км².  Було 250 помешкань (150/км²).
Расовий склад населення:
| - 90,1 % — білих - 2,3 % — корінних американців - 1,2 % — азіатів - 0,7 % — вихідців з тихоокеанських островів - 0,2 % — чорних або афроамериканців - 4,2 % — осіб інших рас |

До двох чи більше рас належало 1,4 %. Частка іспаномовних становила 22,4 % від усіх жителів.
За віковим діапазоном населення розподілялося таким чином: 21,7 % — особи молодші 18 років, 62,1 % — особи у віці 18—64 років, 16,2 % — особи у віці 65 років та старші. Медіана віку мешканця становила 42,9 року. На 100 осіб жіночої статі у місті припадало 94,2 чоловіків;  на 100 жінок у віці від 18 років та старших — 92,6 чоловіків також старших 18 років.
Середній дохід на одне домашнє господарство  становив 50 932 долари США (медіана — 42 500), а середній дохід на одну сім'ю — 57 471 долар (медіана — 55 556). Медіана доходів становила 40 000 доларів для чоловіків та 28 500 доларів для жінок. За межею бідності перебувало 11,6 % осіб, у тому числі 8,3 % дітей у віці до 18 років та 30,9 % осіб у віці 65 років та старших.
Цивільне працевлаштоване населення становило 193 особи. Основні галузі зайнятості: роздрібна торгівля — 23,3 %, освіта, охорона здоров'я та соціальна допомога — 18,1 %, виробництво — 16,1 %, мистецтво, розваги та відпочинок — 14,5 %.